# Kokomo (lied)
Kokomo is een lied uit 1988 van het album Cocktail, van de band The Beach Boys.

## Titel
Kokomo is een niet bestaande plaats gebaseerd op de Caraïbische eilanden. 

## Geschreven
Het lied is geschreven door John Phillips, Scott McKenzie, Mike Love en Terry Melcher en gezongen door de Beach Boys.

## Hitnoteringen

### NPO Radio 2 Top 2000
| Nummer met noteringen in de NPO Radio 2 Top 2000 | '01  | '02  | '03  | '04  | '05  | '06  | '07 | '08  |
| ------------------------------------------------ | ---- | ---- | ---- | ---- | ---- | ---- | --- | ---- |
| Kokomo                                           | 1402 | 1651 | 1987 | 1825 | 1831 | 1905 | -   | 1959 |

1. ↑  Een '-' betekent dat het nummer niet was genoteerd en een vetgedrukt getal geeft de hoogste notering aan.
2. ↑  2001 was het eerste jaar met een notering voor dit nummer.
3. ↑  Deze tabel is bijgewerkt tot en met de laatste editie (2024).